# Universiteit van Florida
De Universiteit van Florida (UF) in Gainesville (Florida) is de op twee na grootste universiteit van de Verenigde Staten met ruim 50.000 studenten (2006).
De universiteit heeft haar oorsprong in 1853 in Ocala. Sinds 1906 is de universiteit op de huidige campus in Gainesville gevestigd. De faam van de universiteit is snel gestegen, want de UF wordt vandaag de dag beschouwd als een van de topuniversiteiten van de Verenigde Staten. Volgens de Academic Ranking of World Universities was het in 2013 de nummer 43 van de VS en de nummer 72 van de wereld.
De UF staat bekend als een van de meest innovatieve universiteiten in de Verenigde Staten en wordt algemeen erkend als een vooraanstaande universiteit op het gebied van natuurwetenschappen en technologie, maar het speelt ook een belangrijke rol op andere gebieden, zoals bestuurskunde, economie, taalkunde, kunstgeschiedenis, geografie, politieke wetenschappen, filosofie en belastingrecht.
De sportteams van de Universiteit van Florida worden de Florida Gators genoemd.

## Bekende studenten en medewerkers
- Rita Mae Brown, schrijfster
- Michael Connelly, schrijver
- Alida van Daalen, Nederlandse kogelstootster en discuswerpster
- Chris DiMarco, golfer
- Robert Dressler, botanicus die is gespecialiseerd in orchideeën
- Faye Dunaway, actrice
- Robert H. Grubbs, scheikundige en Nobelprijswinnaar
- Aaron Hernandez, voormalig Americanfootballspeler
- Walter Judd, botanicus
- William Alphonso Murrill, mycoloog
- Marshall Warren Nirenberg, biochemicus en Nobelprijswinnaar
- Catalina Pimiento, bioloog gespecialiseerd in haaien
- Stat Quo, rapper
- Marco Rubio, politicus
- Robert Samson, mycoloog
- Douglas Soltis, botanicus
- Pamela Soltis, botanica
- Tim Tebow, voormalig Americanfootballspeler en honkballer bij o.a Denver Broncos, New York Jets, New England Patriots, New York Mets
- Paul Tibbets, piloot van de 'Enola Gay'
- Dara Torres, zwemster, winnaar van negen Olympische gouden medailles
- Jason Williams, basketballer bij de Orlando Magic
- Scott Zona, botanicus die is gespecialiseerd in palmen
- Erin Jackson langebaan schaatsster gespecialiseerd in sprintafstanden